# 石柑子
石柑子（学名：Pothos chinensis），或稱柚叶藤，是天南星科石柑属的植物。生长于海拔200米至2,400米的地区，多生长于阴湿密林中。

## 分布
分布在越南、泰国、老挝、臺灣、柬埔寨、緬甸、泰国、越南、尼泊尔、印度阿薩姆省，以及中国大陆的云南、广东、四川、湖北、贵州、广西、海南、西藏等地。

## 别名
竹结草（广西上思） 爬山虎（广西南宁） 风瘫药、毒蛇上树、上树葫芦（广西金秀） 六扑风（北西北流） 巴岩香、青葫芦茶、石葫芦（广西苍梧） 马连鞍（广西宁明） 百步藤（广西田阳） 石上蟾蜍草（广西昭平） 大疮花、葫芦草、石百足（广西玉林） 千年青（广西靖西） 落山葫芦（广西凌乐、苍梧） 小毛铜钱菜（贵州榕江） 伸筋草、青竹标、岩石焦（贵州荔波） 铁斑鸠、巴岩姜（贵州兴义） 石柑儿（贵州合江） 关刀草（贵州峨山） 猛药（广东英德） 铁板草（云南沧源）

## 异名
- Pothos balansae Engl.
- Pothos cathcartii Schott
- Pothos chinensis var. lotienensis C.Y.Wu & H.Li
- Pothos seemannii Schott
- Pothos warburgii Engl.
- Pothos yunnanensis Engl.
- Tapanava chinensis Raf.

## 外部連結
- 石柑子 Shiganzi （页面存档备份，存于） 藥用植物圖像資料庫 (香港浸會大學中醫藥學院) （繁體中文）（英文）